# 아이스크림 플로트
아이스크림 플로트(영어: ice cream float)는 미국의 빙과이다. 탄산음료에 아이스크림을 올려 만든다. 플로트(영어: float)로 줄여 부르거나, 아이스크림 소다(영어: ice cream soda)로 부르기도 한다.

## 역사
1874년 미국 필라델피아에서 로버트 매케이 그린이 개발했다.

## 같이 보기
- 아포가토
- 크림 소다